# Centralna Kolonia
Centralna Kolonia – część miasta Pionki w powiecie radomskim, w województwie mazowieckim. Rozpościera się wzdłuż ulicy Radomskiej klinem wdzierającym się między obszary leśne.
Centralna Kolonia ma mieszany charakter mieszkalno-usługowo-przemysłowy. Znajduje się tu m.in. Zespół Szkół im. Jędrzeja Śniadeckiego, Szpital Rejonowy, Jednostka Ratowniczo-Gaśnicza oraz wiele sklepów i marketów.